# دی‌بوتیل هیدروکسی تولوئن
دی‌بوتیل هیدروکسی تولوئن یا هیدروکسی تولوئن بوتیل‌دار (به انگلیسی: Butylated hydroxytoluene) با فرمول شیمیایی C۱۵H۲۴O یک ترکیب شیمیایی است. که جرم مولی آن ۲۲۰٫۳۵ g/mol می‌باشد. شکل ظاهری این ترکیب، پودر سفید است.